# فرانسوا

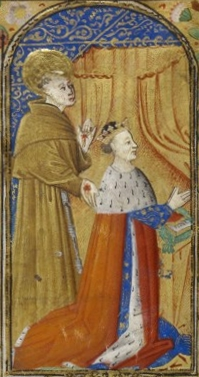
فرانسوای یکم درحال نیایش

فرانسوا (به فرانسوی: François ) یک نام خاص است که بر روی اشخاص، فامیل، مکان‌ها یا شاهکارهای هنری بکار میرود
این واژه در دوره اصلاح نوشتاری زبان فرانسوی در سال ۱۸۳۵ به نوشتار زبان فرانسوی وارد شد.

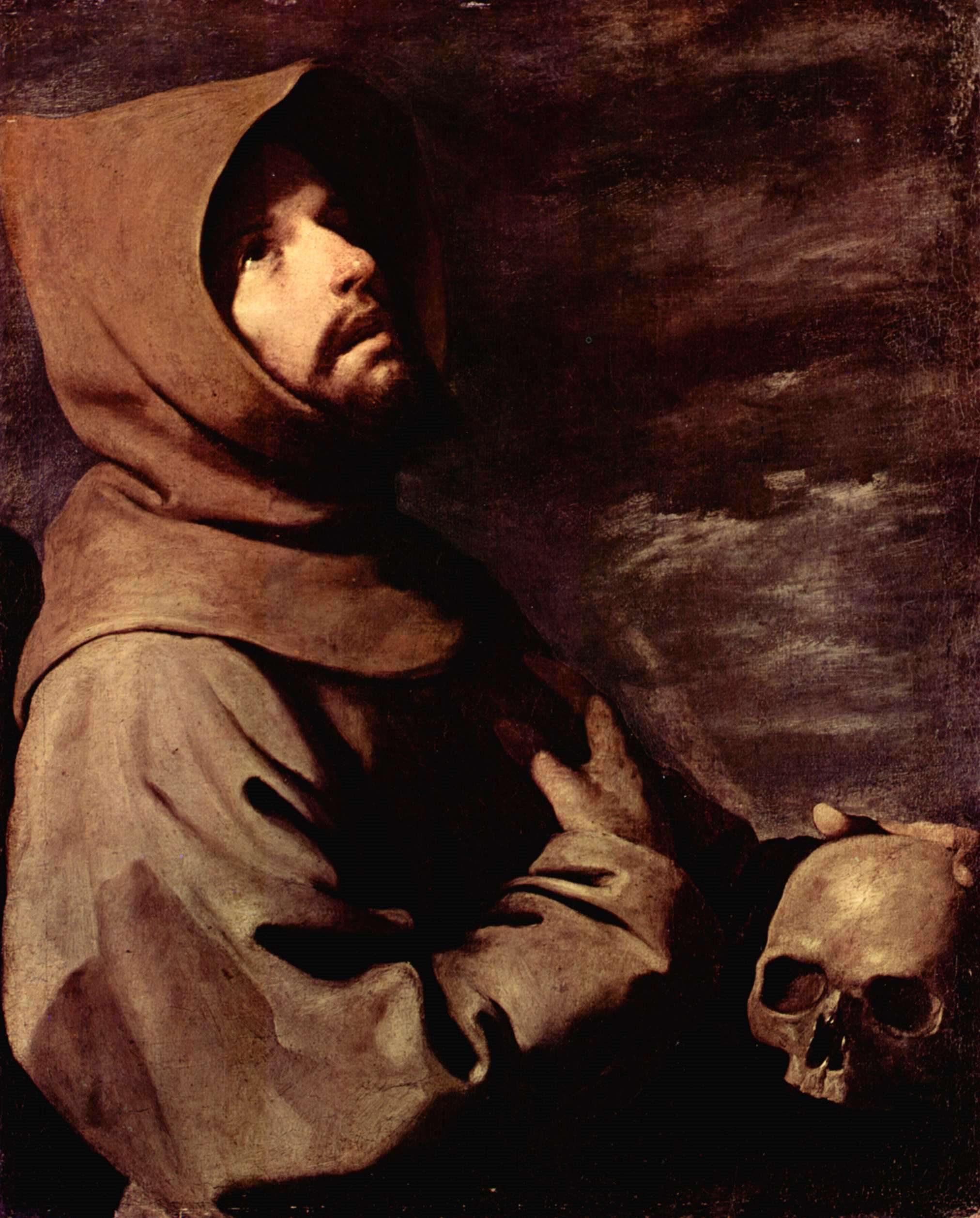
قدیس فرانسوا آسیز ایتالیایی

## ریشه
فرانسوا یک نام کوچک مردانه  درفرانسه است که ریشه آن از نام فرانسه(Français) میآید که همین نام ریشه لاتین و ژرمانیک دارد. گذر از نام اهلیت واژه فرانسوا به مسیحیت به زمان تقدیس فرانسوا آسیز در 1228 در رم بازمیگردد.
فرانسوا از واژه فرانس میاید که پیش از آن فرانسی یا به لاتین فرانسیا گفته میشد و معنی ابتدایی آن " کشور فرانکها" بود.
واژه فرانسوا همتای فرانسوی لاتین قرون وسطای "فرانسیسکوس" بمعنی " از فرانسه" است  که خود از واژه ژرمان "فرانکیسک" میاید  که فرم گویش علمی فرانسیسک ازآن گرفته شده.
به این ترتیب ریشه‌شناسی این واژه "فرانسوا یا فرانسه" را به صورت ابتدایی بمعنی " فردی از کشور فرانکها" یا "فردی ازکشور افراد آزاد" معنی می‌کند .

## محبوبیت
محبوبیت نام کوچک فرانسوا از ابتدای سده بیست آغاز شد و به تدریج در سالهای ۱۹۶۰ شدت پیدا کرد.
بموجب مشخصات آمده در مؤسسه ملی آمار و پژوهش‌های اقتصادی فرانسه (INSEE) تعداد ۴۷۳۳۸۹ نفر به نام کوچک فرانسوا نامیده شدند. نام کوچک فرانسوا از سال ۱۹۰۰ تاکنون از نظر محبوبیت در پله ۱۹ در بین نامهای کوچک مردان درفرانسه قرار دارد.

## نام کوچک ترکیبی
این نام به فرم‌های ترکیبی نیز وجود دارد که از آن جمله:
- فرانسوا-رژیس (François-Régis)
- فرانسوا-گزاویه (François-Xavier)
- ژان-فرانسوا  (Jean-François)
- پیر-فرانسوا  (Pierre-François)

## نام‌های مشهور
| نام                            | عنوان                    |
| ------------------------------ | ------------------------ |
| فرانسوا تروفو                  | نظریه پرداز-منتقد سینما  |
| فرانسوا میتران                 | رئیس جمهور ۱۹۸۱-۱۹۹۵     |
| فرانسوا رنه دشاتوبریان         | سیاستمدار-ادیب           |
| فرانسوا موریاک                 | نویسنده-شاعر-روزنامه‌نگار |
| فرانسوا ولتر                   | فیلسوف                   |
| فرانسوا بوشه                   | نقاش                     |
| فرانسواز ساگان                 | نمایشنامه نویس           |
| فرانسوا ژرار ژرژ نیکلای اولاند | رئیس جمهور۱۹۹۷ تا ۲۰۰۸   |

## در زبان‌های دیگر
گویش فرانسوا براساس منطقه متفاوت می‌باشد.
واژه "فرانسوا" در برخی زبانهای دیگر
| زبان                   | همانند                | کوتاه شده                   |
| ---------------------- | --------------------- | --------------------------- |
| انگلیسی                | Francis               | Fran                        |
| اسلونی                 | Frančišek             | -                           |
| ایتالیایی              | Francesco             | Chicchino, Chicco           |
| اسپرانتو               | Francisko             | -                           |
| اسپانیایی              | Francisco             | Farruco, Fran, Francho,Arro |
| ایرلندی                | Proinsias, Proinnsias | -                           |
| آلمانی                 | Franz, Franziskus     | -                           |
| اسکاتلندی              | Frangag               | -                           |
| باسک                   | Frantzisko, Pantxoa   | Patxi                       |
| چکی-اسلواکی            | František             | -                           |
| رومانیایی              | Francisc              | -                           |
| کاتالان                | Francesc              | Xesc،Cesc                   |
| صرب                    | Franjo, Frano, Frane  | -                           |
| لاتین                  | Franciscus            | -                           |
| لتونی                  | Francisks             | -                           |
| لتوانیایی              | Pranciškus            | -                           |
| لهستانی                | Franciszek            | -                           |
| مجار                   | Ferenc                | -                           |
| هلندی                  | Franciscus            | -                           |
| زبانهای اسکاندیناویایی | Frans،Franciskus      | -                           |